# Sebastian Maaß
Sebastian Maaß (* 13. Januar 1981 in Freiburg im Breisgau) ist ein deutscher Historiker und Autor politischer Schriften, dessen Veröffentlichungen Personen und Themen der Neuen Rechten und ihrer Ideengeber umfassen.

## Leben
Maaß studierte von Oktober 2001 bis Oktober 2003 an der Universität Konstanz Politik und Verwaltung und von Oktober 2003 bis April 2009 Geschichtswissenschaften an der Eberhard Karls Universität Tübingen mit dem Abschluss M. A.
Seitdem ist er freiberuflich als Autor tätig. Er beschäftigt sich vornehmlich mit der Konservativen Revolution in der Weimarer Republik und der Neuen Rechten. 2011 beteiligte er sich mit einigen Artikeln am zweiten Band des Staatspolitischen Handbuchs, das von Erik Lehnert und Karlheinz Weißmann für das neurechte Institut für Staatspolitik herausgegeben wurde. Seine Werke erscheinen bei Duncker & Humblot, im Telesma-Verlag und im als rechtsextrem geltenden Regin-Verlag. Er publiziert auch in den Zeitschriften „Sezession“, „Der Eckart“ und „Junges Forum“ sowie in den Zeitschriften „Junge Freiheit“, „Nationalzeitung“ und „Deutsche Stimme“ (Organ der NPD). Von November 2010 bis November 2011 war er eigenen Angaben zufolge Stipendiat der Erich und Erna Kronauer-Stiftung. Er lebt in Tübingen.
Seit April 2016 ist er Schriftführer im AfD-Kreisvorstand Tübingen.

## Rezeption

### Gescheiterte Promotion
Wie die Freie Presse aus Chemnitz am 12. Juli 2013 berichtete, verweigerte der Historiker Eckhard Jesse, Vorsitzender des Promotionskolloquiums, die Nachprüfung zu Maaß’ Dissertation Die Geschichte der konservativen Intelligenz 1945 – heute an der Technischen Universität Chemnitz. Maaß, so Jesse, rücke Personen der Neuen Rechten zu Unrecht in ein rechtsstaatliches Licht und betreibe unwissenschaftlicherweise rechtsextreme Apologetik. Die beiden Gutachter der Arbeit, Frank-Lothar Kroll und Harald Seubert, hatten zuvor die Schrift mit cum laude bewertet. Maaß zog die Arbeit zurück und veröffentlichte sie 2014 in Buchform im Kieler Regin-Verlag. Henning Eichberg, als wesentlicher Protagonist der Neuen Rechten in den 1960er- und 1970er-Jahren eine Schlüsselfigur in Maaß’ Arbeit, nannte das Werk in einer 2016 verfassten Rezension „zugleich tendenziös und begrenzt“.

### Oswald Spengler – Eine politische Biographie
Der Hamburger Historiker Volker Weiß vertrat in einer Rezension zu Oswald Spengler – Eine politische Biographie für H-Soz-u-Kult die Ansicht, das Buch enthalte gravierende Ungereimtheiten und handwerkliche Mängel. Die zu Spengler verfügbare Forschungsliteratur habe der Verfasser in seiner meist sehr oberflächlichen Behandlung völlig ignoriert. Vielmehr weise die Literaturauswahl auf seine politische Beheimatung hin: „Die überwiegende Präsenz der Produkte einschlägiger Kleinverlage lässt die Arbeit zu einem Selbstgespräch der äußersten Rechten werden.“ Insgesamt präsentiere Maaß eine unreflektierte Spengler-Apologetik, vermengt mit vielfachen Hinweisen auf eigene Publikationen, die anstelle der Fachliteratur herangezogen werden. Weiß kritisierte, dass ein renommierter Fachverlag wie Duncker & Humblot ein solches Werk von Maaß überhaupt verlegt habe, was weder aus wissenschaftlichen noch aus verlegerischen Gründen nachvollziehbar sei. Ende 2013 nahm der Verlag die Spengler-Biografie von Maaß aus seinem Programm. In einer Presseerklärung heißt es dazu: „Obwohl in dem Buch selbst keine extremistischen Positionen vertreten werden, verwahrt sich der Verlag mit diesem Schritt ausdrücklich gegen eine Vereinnahmung für die politische bzw. ideologische Agenda des Autors.“

## Schriften

### Als Autor
- Edgar Julius Jung und die metaphysischen Grundlagen der Konservativen Revolution, Regin-Verlag, Kiel 2009, ISBN 978-3-941247-20-8 (= Kieler ideengeschichtliche Studien, Band 1).
- Kämpfer um ein drittes Reich. Arthur Moeller van den Bruck und sein Kreis, Regin-Verlag, Kiel 2010, ISBN 978-3-941247-22-2 (= Kieler ideengeschichtliche Studien, Band 2).
- Dritter Weg und wahrer Staat. Othmar Spann – Ideengeber der Konservativen Revolution, Regin-Verlag, Kiel 2010, ISBN 978-3-941247-25-3 (= Kieler ideengeschichtliche Studien, Band 3).
- Starker Staat und Imperium Teutonicum. Wilhelm Stapel, Carl Schmitt und der Hamburger Kreis, Regin-Verlag, Kiel 2011, ISBN 978-3-941247-31-4 (= Kieler ideengeschichtliche Studien, Band 4).
- Schwert und Mohn. Friedrich Georg Jünger. Eine politische Biographie, Telesma-Verlag, Treuenbrietzen 2012, ISBN 978-3-941094-05-5.
- Oswald Spengler. Eine politische Biographie, Duncker & Humblot, Berlin 2013,  ISBN 978-3-428-83899-8 (Buch wurde im gleichen Jahr 2013 aus dem Programm genommen – siehe Artikeltext).
- Die Geschichte der Neuen Rechten in der Bundesrepublik Deutschland, Regin-Verlag, Kiel 2014, ISBN 978-3-941247-44-4.

### Als Herausgeber
- Hans-Dietrich Sander: „Im Banne der Reichsrenaissance“, Regin-Verlag, Kiel 2011, ISBN 978-3-941247-40-6 (= Ad Rem, Band 1).
- Günter Maschke: „Verräter schlafen nicht“, Regin-Verlag, Kiel 2011, ISBN 978-3-941247-35-2 (= Ad Rem, Band 2).